# Boletina kivachiana
Boletina kivachiana är en tvåvingeart som beskrevs av Polevoi och Hedmark 2004. Boletina kivachiana ingår i släktet Boletina, och familjen svampmyggor. Enligt den finländska rödlistan är arten sårbar i Finland. Arten är reproducerande i Sverige. Artens livsmiljö är naturmoskogar. Inga underarter finns listade.